# Chimú
De Chimú waren de bewoners van het rijk Chimor, dat zich aan de noordkust van Peru bevond.
De Chimú-cultuur bestond vanaf circa 850 tot 1470 n.Chr, waarna de cultuur werd ingelijfd bij het rijk van de Inca's. Er zijn overblijfselen van deze cultuur gevonden in de Chimú-hoofdstad Chan-Chan, in de bestuurscentra Farfán en Manchán en in het ceremonieel centrum Pacatnamú. 
De cultuur ontwikkelde zich uit de restanten van de Mochica-cultuur en het latere Wari-rijk.
De Chimú kenden een duaal koningschap waarbij twee koningen tegelijk regeerden. Het rijk kende een staatseconomie waarbij de landbouwproductie en de geproduceerde onder de bevolking werden herverdeeld. Verder werd de bevolking volgens het mita-systeem ingeschakeld voor grote openbare werken, zoals de bouw van de hoofdstad Chan-Chan. De koningen lieten grote graven in de vormen van platformen voor zich bouwen.
Rond 1100 werd het Chimorrijk getroffen door El Niño; zware overstromingen verwoestten de oude irrigatiekanalen van de Moche. De Chimú reageerden door een nieuw irrigatiesysteem aan te leggen waardoor ze meer woestijn in cultuur konden brengen. Ook begonnen ze een expansieve politiek. De Chimú wisten het gehele gebied van de Sican-cultuur met geweld bij hun gebied in te lijven. Rond 1470 werd het Chimorrijk ingelijfd bij het Incarijk.
Het ritueel van mensenoffers was een traditie die de Chimú overnamen van de Moche. Het doek van de gevangenen is een beschilderd doek van de Chimú uit de 13e eeuw waarop ongeveer 2.000 krijgsgevangenen werden afgebeeld. Dit doek wordt in verband gebracht met mensenoffers. In 2018 werd bekend dat er in Peru een massagraf was ontdekt met meer dan 140 geofferde kinderen. Het lag nabij de hoofdstad van de Chimú.